# Biure (llinatge empordanès)
|  | Aquest article tracta sobre el llinatge de la noblesa empordanesa. Vegeu-ne altres significats a «Biure (desambiguació)». |

Els Biure foren un llinatge de la baixa noblesa catalana medieval oriünd del Castell de Biure (Queixàs), al poble de Queixàs (Cabanelles, Alt Empordà), i radicat a l'Empordà.
Armes heràldiques: 